# Kapitelplatz und Kapitelgasse

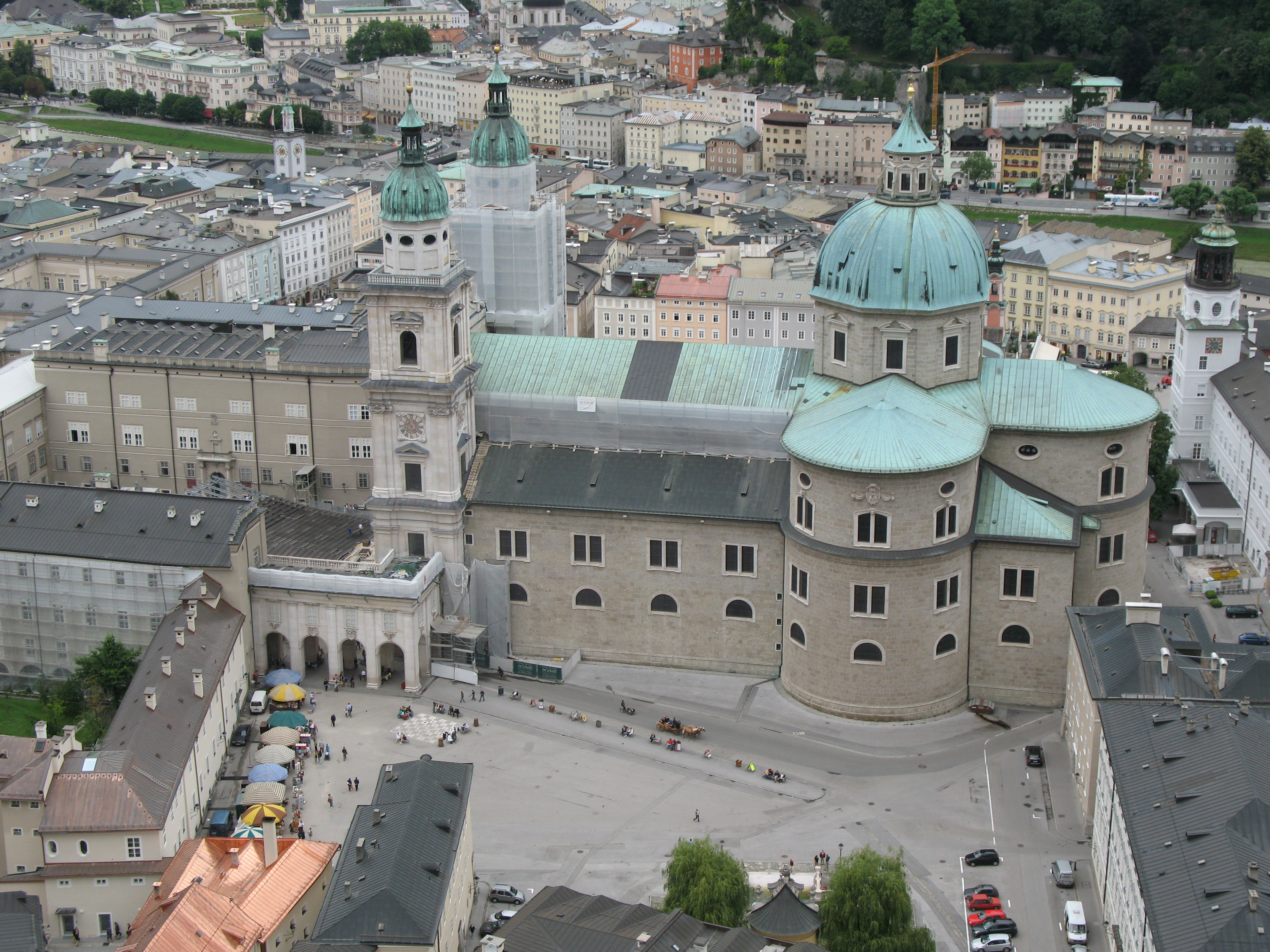
Kapitelplatz und Dom

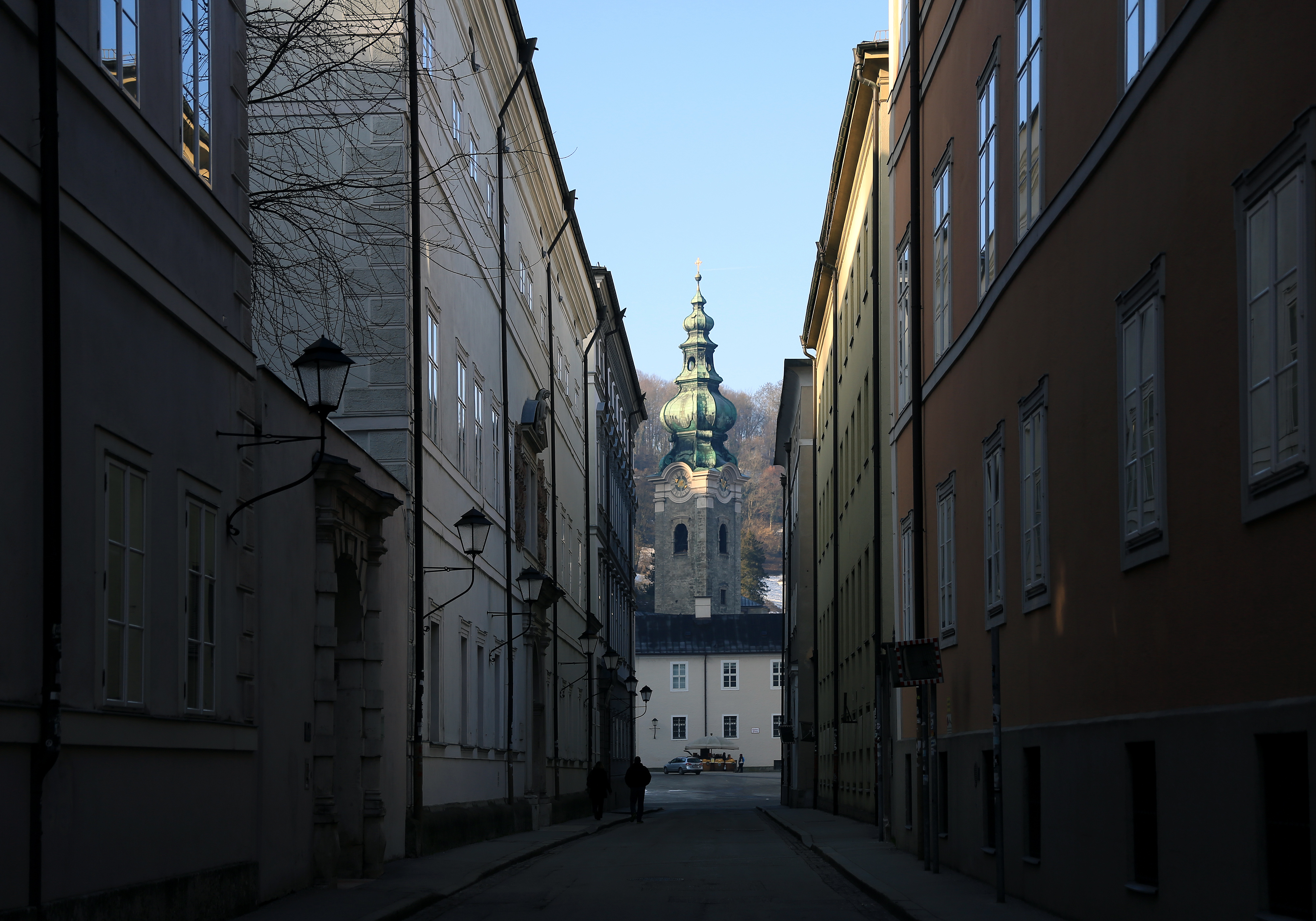
Kapitelgasse in Blickrichtung Kapitelplatz

Der Kapitelplatz ist ein großer Platz südlich des Salzburger Domes in der Salzburger Altstadt.
Der weitläufige Platz blickt gegen Osten zur Dompropstei und zum Erzbischöflichen Palais und nach Süden zur Festung und zur Kapitelschwemme. Dahinter schließen Kardinal-Schwarzenberghaus, Domkapitel und der Mühlenhof des Stiftes St. Peter an. Im Westen des Platzes folgt der Noviziattrakt des Stiftes. Benannt sind Kapitelplatz und Kapitelgasse nach dem Sitz des Salzburger Domkapitels in der Kapitelgasse (Kapitelgasse 4 und angrenzende Häuser).

## Waldsteinsches Kanonikalhaus
(Kapitelgasse 2)
Erstmals ist das Haus 1547 als domkapitularisches "Cammerhaus" genannt. 1663 wird es "Thumherrenhoff" bei der Schwemb (Kapitelschwemme) genannt und 1864 mit veränderter Fassade aufgestockt. In Zeiten der Monarchie war hier zuerst das K.k. Festungskommando untergebracht und nach 1858 "Geniedirektion" Salzburg (Militärverwaltung). Heute ist das Haus von der Erzdiözese Salzburg genutzt.

## Kapitelhaus
(Kapitelgasse 4)

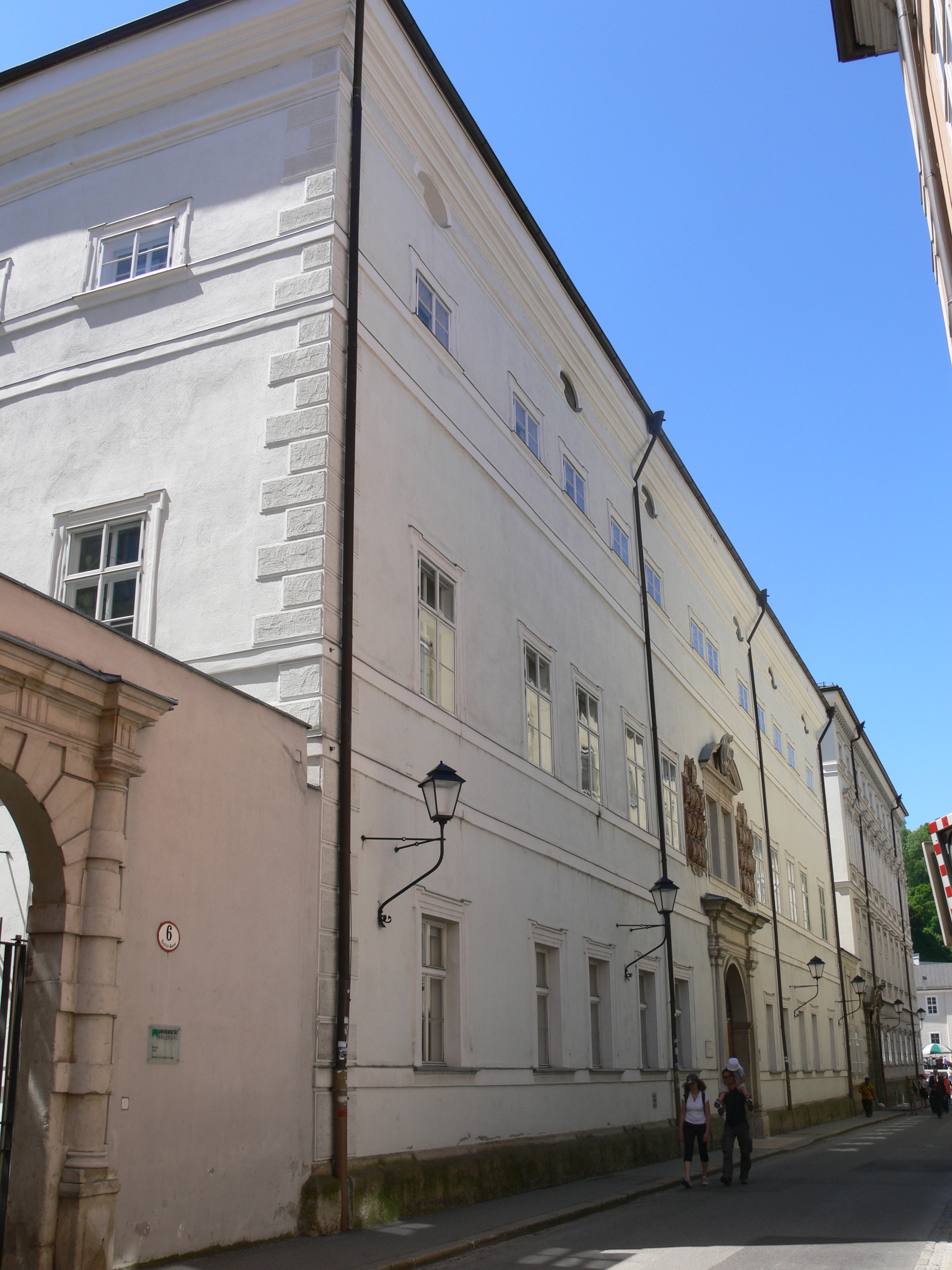
Kapitelhaus

Schon im Jahr 1592 hatte Fürsterzbischof Wolf Dietrich von Raitenau im früheren Dompropsteigarten ein neues Haus als Sitz des Domkapitels geplant. Eine Verwirklichung erfolgte dann nach dem Dombrand 1598, bei dem auch die alten Räumlichkeiten der Domherren abgebrannt waren. 1602 begann Wolf Dietrich mit der Verwirklichung seines Vorhabens, das er 1606 weitgehend vollenden konnte. Dabei wurde der alte Kapitelgarten als neue Residenz der Domherren verbaut und 1608 mit den marmornen Wappen der 24 Domherren, des Propstes und der Dechanten geschmückt. Auch ein Wappen des Fürsterzbischof Wolf Dietrich findet sich dort samt dem Spruch "MDCIII – Wolfgangus Theodorics Archiep(iscopu)s fecit" Hier befand sich auch der Sitzungssaal des Domkapitels, der "Capitelsaal" sowie eine Kapelle, die domkapitularische Kanzlei und die Registratur. Ab 1808 wurde das Haus im 19. Jahrhundert als Tabakniederlage genutzt, nur in den Wirren der Napoleonischen Kriege war es kurzzeitig Kaserne. Nach der längeren Nutzung als Finanzamt bis um 1990 ist das Haus heute Teil der Universität Salzburg. In ihm befinden sich das Rektorat und Verwaltungsräume.

## Salm-Firmian-Kanonikalhaus
(Kapitelgasse 5 - 7)
Das auch „Firmian-Salm-Haus“ genannte Gebäude wurde 1603/10 als Olmützerhof an der Stelle des alten Domspitals erbaut, das damals ins Nonntal verlegt worden war. Zuvor bestand hier das Domspital, von dem verschiedene Mauerteile mit verwendet wurden. 1693/94 wurde es in zwei Kanonikalhöfe (Domherrenhöfe) geteilt. Die heutige Fassade im Stil des 17. Jahrhunderts entstand im Jahr 1860.
Das Haus beherbergt heute unter anderem mit einer der beiden Bibliotheken der Rechtswissenschaftlichen Fakultät der Universität Salzburg eine Teilbibliothek der Universitätsbibliothek Salzburg.

## Domdechantei
(Kapitelgasse 6)
siehe Beitrag Kaigasse und Krotachgasse

## Dompropstei
(Kapitelgasse 1 = Kapitelplatz 1)
Sie wurde unter Erzbischof Wolf Dietrich von Raitenau als „neuer Canonicalhof bei der Schwemb“ anstelle zweier Vorgängerbauten, welche zuletzt als Domherrenhäuser dienten um 1600 erbaut. Bei dem weitgehenden Neubau wurde die alte Bausubstanz bis zum zweiten Stockwerk teilweise mit verwendet, woraus sich auch der tiefer liegende Erdgeschoßboden erklärt. Das stattliche Gebäude besitzt eine siebenachsigen Front und ist dadurch ein beherrschender Teil des Kapitelplatzes. 1596 stand hier noch im Propsteigarten in einem niedrigen Quertrakt ein Stall für 14 Pferde, der domkapitularische „Gmainstall bey der Roßschwemb“. Die Einfahrtshalle zur Kapitelgasse mit ihren toskanischen Säulen stammt vermutlich auch aus der Zeit Wolf Dietrichs. 1790 war der Haupteingang in die Kapitelgasse hinein verlegt worden. Das damals vermauerte Rustikaportal zum Kapitelplatz wurde erst 1977 wieder freigelegt und dabei teilweise rekonstruiert.

## Erzbischöfliches Palais
(Kapitelplatz 2)
Dieser Bau ist aus dem Zusammenschluss von zwei ursprünglich getrennten Kanonikalhöfen um 1690 entstanden. Das Haus wurde dabei wesentlich vom namhaften Architekten Sebastian Stumpfegger gestaltet. Im 19. Jahrhundert war hier die Residenz der Erzbischöfe. Das Portal des Hauses wird von einem Wappen von Erzbischof Josef von Tarnoczy geziert. Das alte Portal zur Kapitelgasse trägt ein Wappen von Johann Ernst von Thun (1693).

## Das Kardinal-Schwarzenberg-Haus
(Kapitelplatz 3)
Das ehemalige Granarium, ein domkapitularisches Kastengebäude (Kornspeicher) wird 1569 erstmals erwähnt und 1635 und 1695 restauriert. 1775 wird das Gebäude dann Domkapitel-Pfister-Mühle und nach 1800 Schwemmbäckerei genannt. Der fürsterzbischöfliche Kornspeicher wurde nach 1920 durch eine massive Betonkonstruktion ebenerdig in Fahrzeug-Garagen umgebaut und bis nach 1990 stets auch als Garagen genutzt. 2006 wurde das Haus dann von dem ursprünglichen Kornspeicher zu einem „Speicher des Wissens“ umgestaltet und nach dem späteren Kardinal Erzbischof Friedrich Fürst zu Schwarzenberg (1809–1880) benannt. In diesem Speicher des Wissens befindet sich neben dem Domarchiv und einigen Räumen für das Dommuseum auch ein großer zeitgemäßer Überraum für die Dommusik, vor allem für Domchor und Kapellknaben. Die Dommusik wurde bereits 1393 wurde von Erzbischof Pilgrim II. von Puchheim als „Salzburger Cantorey“ urkundlich erwähnt. Der Leiter des Domchores ist seit 1987 Domkapellmeister János Czifra. Der Chor der Salzburger Domkapellknaben wurde 1974 wiedergegründet. Das Orchester der Salzburger Dommusik besteht aus Mitgliedern des Mozarteumorchesters Salzburg.

## Das Dompfarramt
(Kapitelplatz 7)
Der Bau stammt in wesentlichen Teilen aus dem 16. Jahrhundert, geht möglicherweise aber ebenfalls auf einen mittelalterlichen Bau zurück. Er war um 1530 bereits Stadtpfarrhof und wird 1813 als Stadtdechanei genannt. Über dem Portal befindet sich eine Inschrifttafel mit den Worten „Capitulum ecclesiae Metropolianae Salzaeburg fecit 1521“.

## Mühlenhof und Pfisterei des Stiftes St. Peter
Der Mühlenhof mit seinem erneuerten alten Mühlrad über dem Almkanal stammt aus dem Mittelalter. Festungsgassenseitig findet sich ein Marmorrelief mit Darstellung und Wappen des Abtes Wolfgang Walcher. Die Pfisterei (Klosterbäckerei) des Stiftes ist die mit Abstand älteste Bäckerei Salzburgs. Die Stiftsmühle ist seit 1150 in Betrieb.

## Die Kapitelschwemme

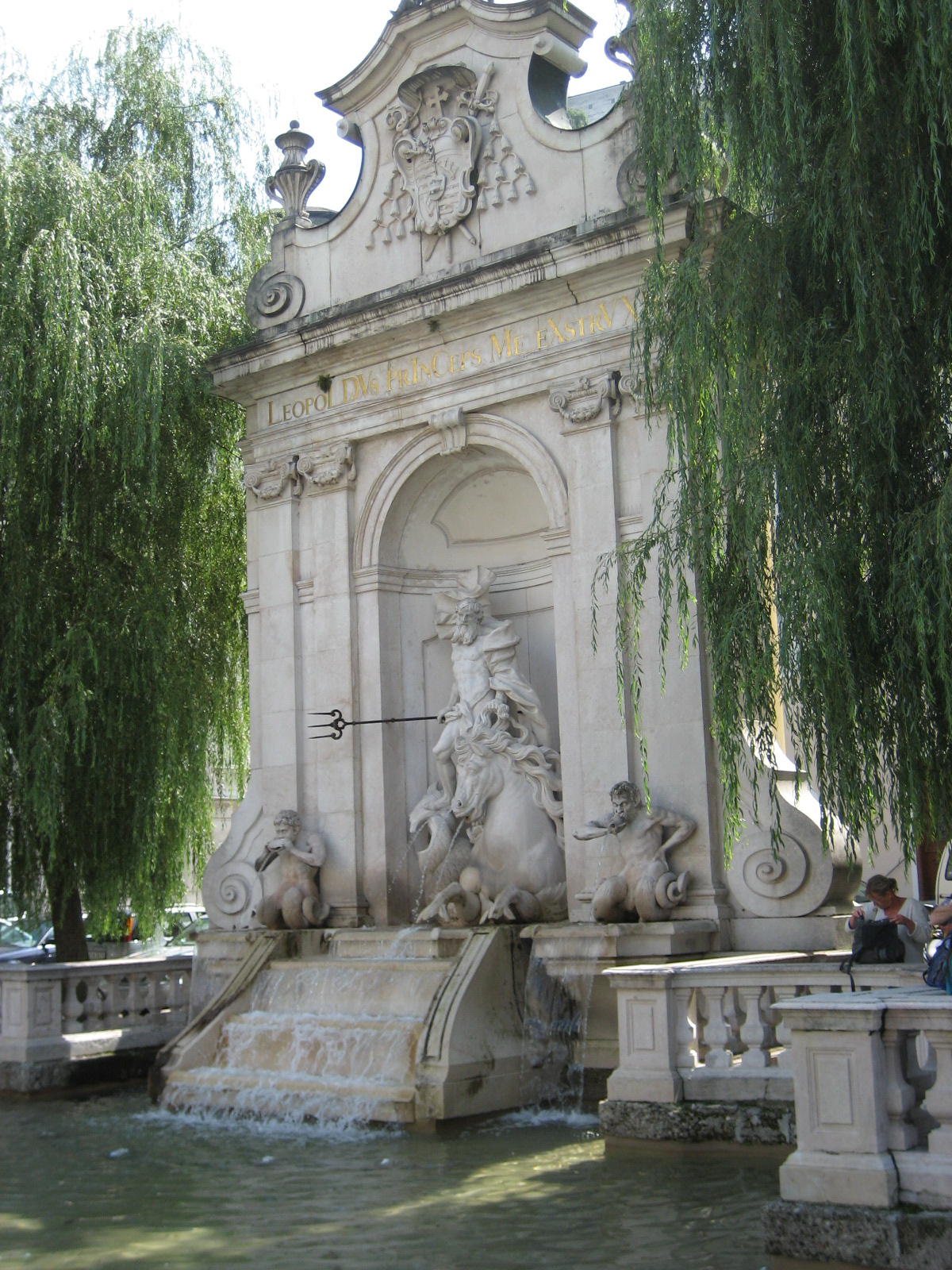
Neptun und Meeresross der Kapitelschwemme

Diese Pferdeschwemme stammt in der Anlage aus dem 17. Jahrhundert. Hier stand einst das Flügelross (Pegasus), das heute im Mirabellgarten steht. 1732 wurde unter Erzbischof Firmian dieser Brunnen neu errichtet. Er ist von einer marmornen Balustrade eingefasst und besitzt eine dem Brunnenhaus vorgebaute Nischenarchitektur. Doppelpilaster tragen eine hohe Rundbogennische, in der als monumentale Skulptur der Meeresgott Neptun mit Dreizack und Krone auf einem Meeresross mit Fischschwanz dargestellt wird. Mit einer Hand hält sich der antike Meergott an der Mähne des Pferdes an. Aus den Nüstern des Meerrosses springt Wasser. Die zwei seitlichen ebenfalls wasserspeienden Tritone sind älter und kamen erst später an den heutigen Platz. Sie wurden 1691 gefertigt. Die anderen Skulpturen der Pferdeschwemme stammen von Josef Anton Pfaffinger, der gesamte Entwurf dazu geht aber auf Franz Anton Danreiter zurück. In einem breiten Band fließt das Wasser unter dem Meerross ins tiefer liegende Becken der Pferdeschwemme. Über dem Schaugebälg findet sich eine von Putten gehaltene blumengeschmückte Vase, das Prunkwappen von Erzbischof Firmian und ein Chronogramm „LeopoLDVs prInCeps Me eXtrVXIt“.
Das Schriftbild des Chronogramms – normale und übergroße Buchstaben (im Original ist die ganze Schrift in lateinischen Großbuchstaben) erklärt sich so:
- Die großen Buchstaben sind einerseits Textbuchstaben, andererseits als römische Zahlen zu lesen. Die ganzen großen Buchstaben als römische Ziffern zusammengezählt L+L+D+V+I+C+M+X+V+X+I =1732, das Errichtungsjahr.